# Observatorium Zimmerwald

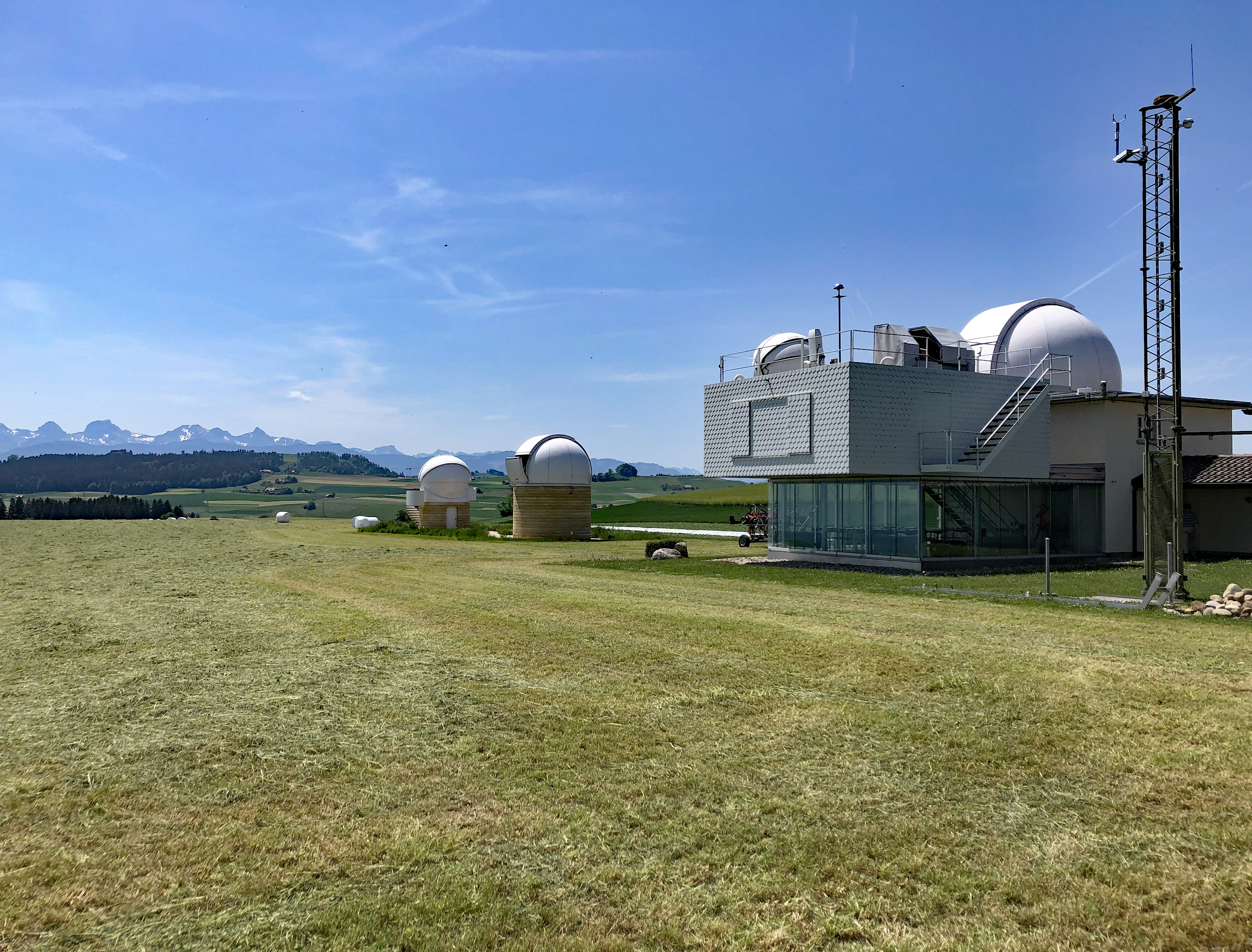
Sternwarte Zimmerwald

Das Observatorium Zimmerwald ist eine Sternwarte und Satellitenstation im Ortsteil Zimmerwald der Schweizer Gemeinde Wald (Kanton Bern). Sie befindet sich auf einer Anhöhe rund 10 Kilometer südlich von Bern.

## Anlage
Das Observatorium Zimmerwald (IAU-Code 026) ist dem Astronomischen Institut der Universität Bern angegliedert und hat 1956 seinen Betrieb aufgenommen. Von 1956 bis 1958 konnten mit dem Spiegelteleskop – einer Schmidt-Kamera von 25 cm Öffnung und 104 cm Brennweite – die ersten astronomischen Beobachtungen gemacht werden. Seit 1959 stehen ein Cassegrain-Teleskop (60 cm Öffnung, 13 Meter Brennweite) und eine weitere Schmidt-Kamera (40 cm Öffnung, 104 cm Brennweite) zur Verfügung. Der überwiegende Teil der wissenschaftlichen Beobachtungsarbeit erfolgte mit der Schmidt-Kamera, die mit einem Beobachtungswinkel von sechs Grad besonders gut für Himmelsüberwachungen geeignet war.
Seit 1965 beteiligte sich das Astronomische Institut der Universität Bern (AIUB) auf Initiative von Max Schürer an der weltweit koordinierten optischen Beobachtung aktiver und passiver geodätischer Satelliten. Insbesondere wurden die Satelliten GEOS, das Explorer-Programm, PAGEOS und Echo mit der Schmidt-Kamera beobachtet, und Zimmerwald wurde ins weltweite Netz der Satellitenbeobachtungsstationen aufgenommen. Die Genauigkeit der Stationskoordinaten betrug damals etwa fünf Meter.
Mitte der 1970er Jahre wurde die sehr arbeitsintensive Auswertung der fotografischen Beobachtungen zugunsten neuer Beobachtungsmethoden zurückgestellt. 1971/72 sammelten die wissenschaftlichen Mitarbeiter erste Erfahrungen mit einem vom Institut für Angewandte Physik der Universität Bern (IAP) gebauten Laser für das astronomische Teleskop. Die Kuppel für die neue Satellitenstation wurde von 1974 bis 1976 in Zusammenarbeit mit dem IAP erbaut.
Im fünfzigsten Gründungsjahr (2005) erfolgte die Einweihung eines Neubaus für das IAP, der vor allem Experimente zur Erforschung der Atmosphäre aufnimmt – das AIUB installierte auf dem Dach dieses Gebäudetrakts ein robotisches Teleskop für optische Satellitenbeobachtungen.

## Aufgaben und Beobachtungen
Am 2. März 1957 entdeckte Max Schürer eine Supernova 14ter Grösse in der Galaxie NGC 2841, gefolgt von über 50 weiteren Erstbeobachtungen von Novae und Supernovae sowie zahlreichen Kometen und Kleinplaneten. Genau sieben Monate später beobachtete Paul Wild erstmals den Kometen 1957f und 1978 dem nach ihm benannten kurzperiodischen Kometen Wild 2. Am 2. Januar 2004 flog die NASA-Raumsonde Stardust durch den Schweif dieses Kometen und hat am 15. Januar 2006 Partikelproben zur Untersuchung auf die Erde zurückgebracht.
Bis 1979 wurden mit dem Rubinlaser Testmessungen zu Satelliten mit einer Genauigkeit von etwa 80 cm durchgeführt und 1981–1984 ein weiterer Laser installiert sowie Optik, Elektronik und Software nachhaltig verbessert. Distanzen zu geodätischen Satelliten konnten nun mit einer Genauigkeit von etwa acht Zentimetern gemessen werden. Seit 1984 arbeitet die Satellitenbeobachtungsstation operationell, mit Beteiligung an internationalen Projekten, insbesondere MERIT (1983/1984) zur Bestimmung der Erdrotation, Wegener Medlas zur Erforschung der Geotektonik des Mittelmeerraumes, Crustal Dynamics Project (CDP) der NASA zur globalen und regionalen Geodynamik und IERS zur Messung und Berechnung der Erdrotations-Parameter und eines Bezugssystems für astronomische und geografische Positionsdaten.
Seit dem Kauf der ersten CCD-Kamera im Jahr 1989 werden in Zimmerwald wieder astrometrische Beobachtungen durchgeführt. 1992 konnte die Zusammenarbeit mit dem Bundesamt für Landestopografie (Swisstopo) intensiviert werden, und Swisstopo beteiligt sich ebenfalls an den Laserbeobachtungen in Zimmerwald. Seit 1995 betreibt das Geodäsie- und Geodynamik-Labor (GGL) der ETH Zürich eine Gravimeterstation in Zimmerwald. 1997 folgte die Einweihung von ZIMLAT, einem Ein-Meter-Teleskop für astrometrische und Laserbeobachtungen. Seit der Gründung des International Laser Ranging Service (ILRS) im Jahr 1998 gehört Zimmerwald zu den rund 200 weltweiten Beobachtungsstationen.
In Zimmerwald ist nebst der Satellitenstation des Astronomischen Instituts der Universität Bern seit der Einführung des Landeshöhennetzes (LHN95) auch die Satellite-Laser-Ranging-Geostation Zimmerwald zur Landesvermessung eingerichtet.
Der Asteroid (1775) Zimmerwald, am 13. Mai 1969 vom Schweizer Astronomen Paul Wild entdeckt, wurde nach seinem Beobachtungsstandort und dem Ort benannt, an dem Wild einige der von ihm entdeckten Objekte im Asteroidengürtel erstmals beobachtet hat.

## Center for Orbit Determination in Europe
Als sich die Berner GPS-Software weltweit durchsetzte, wurde am Astronomischen Institut das Center for Orbit Determination in Europe CODE eingerichtet, das als GNSS-Analysezentrum u. a. verschiedene GPS-Auswerteprogramme vergleicht und wesentlich zum GNSS-Bahndienst des IGS beiträgt.

## Fundamentalpunkt der Schweiz
Die Geostation Zimmerwald dient seit 1995 als Fundamentalpunkt der Schweizer Landesvermessung, sowohl für die Landesvermessung 1995 wie auch für das orthometrische Höhennetz LHN95.